# Eria thwaitesii
Eria thwaitesii är en orkidéart som beskrevs av Henry Trimen. Eria thwaitesii ingår i släktet Eria och familjen orkidéer.
Artens utbredningsområde är Sri Lanka. Inga underarter finns listade i Catalogue of Life.